# Feliciano de Sousa e Meneses
Feliciano de Sousa e Meneses (? - ?, Belém) foi um administrador colonial português que governou o Grão-Pará de 17 de abril de 1638 a novembro de 1638. Foi também um capitão-mor.